# Commanderie du Val-de-Provins
La commanderie du Val-de-Provins est située à Provins, dans le département de Seine-et-Marne en région Île-de-France. La commanderie hospitalière, anciennement commanderie templière était située en dehors des murs de la ville de Provins, au pied du coteau de Fontaine-Riante.

## Historique
Le 2 mai 1312, lors de l'attribution de biens de l'ordre du Temple, la commanderie fut dévolue à l'ordre de Saint-Jean de Jérusalem.
Au XVe siècle, la commanderie avec toutes ses dépendances est réunie à celle de La Croix-en-Brie, dont elle devient un membre.

## Possessions
Les terres des Templiers s'étendaient au nord, au sud et au sud-est à l'extérieur de la ville. Elles étaient constituées de cultures, prairies, vignobles et bois d'exploitation. L'agriculture étant céréalière, des moulins à grain étaient rattachés à cette commanderie comme le moulin dit du Temple et les moulins de la Varenne. Les Templiers prélevaient ainsi un revenu sur la location de leurs moulins et fours qui s'appelaient les droits de mouture et droits de fournage. Les Templiers de Provins vendaient les poissons pêchés de leurs étangs aux marchés et aux foires de la ville ; ils faisaient également du vin d'assez bonne qualité.